# Aleksej Nikolajev
Aleksej Valerjevitj Nikolajev (russisk: Алексей Валерьевич Николаев, tr. Aleksej Valerjevitj Nikolajev; født 1. august 1971) er en russisk fodbolddommer fra Moskva. Han har dømt internationalt under det internationale fodboldforbund FIFA siden 2007, hvor han siden 2011 har været indrangeret som elite kategori-dommer, der er det højeste niveau for internationale dommere.

## Kampe med danske hold
- Den 20. november 2007: Kvalifikation til U21-EM 2009: Danmark U21 – Slovenien U21 1-0.

- Den 11. juni 2013: Kvalifikation til VM i fodbold 2014 Danmark - Armenien 0-4.